# 朝鮮民主主義人民共和國貧窮問題

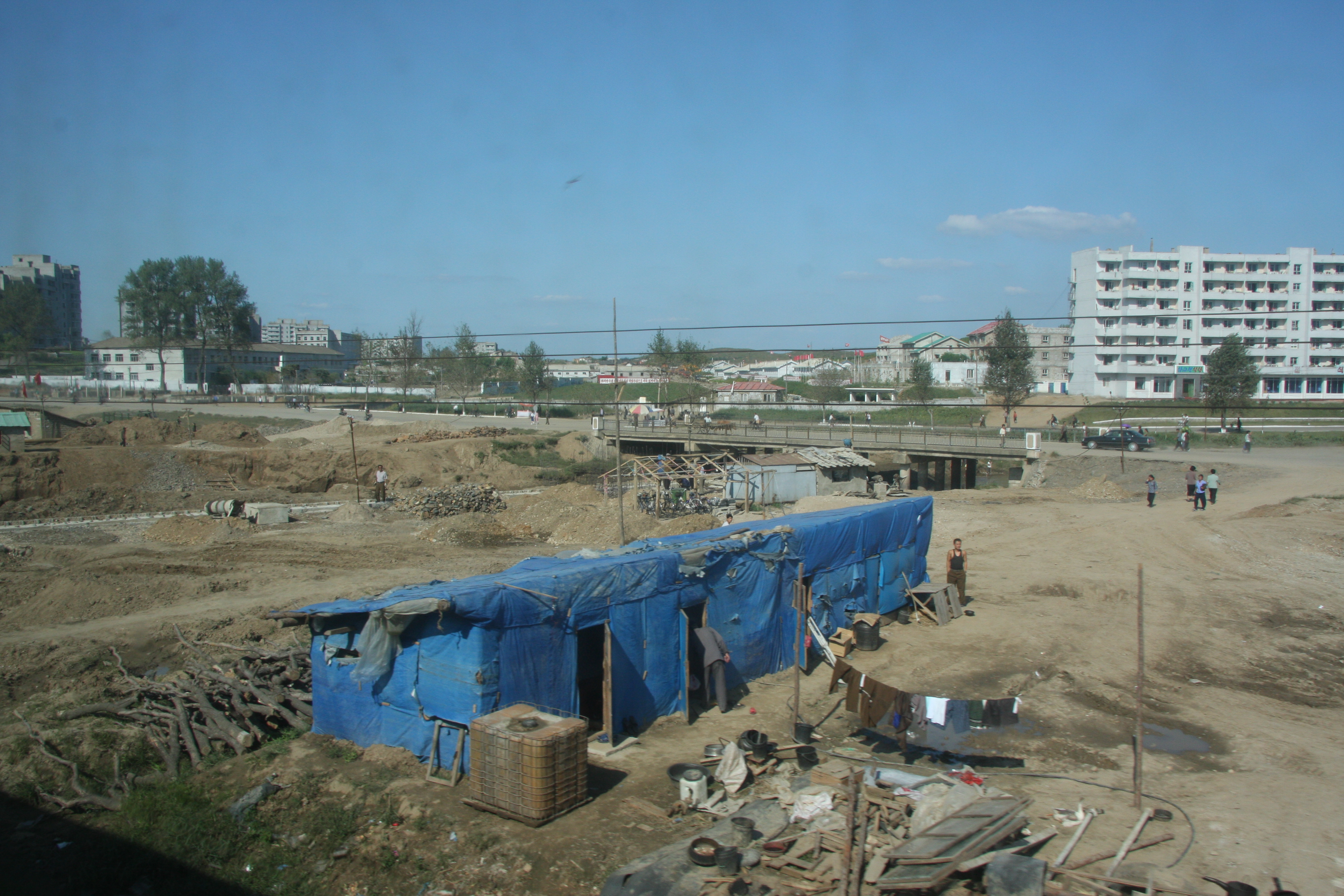
北朝鲜的贫民房屋

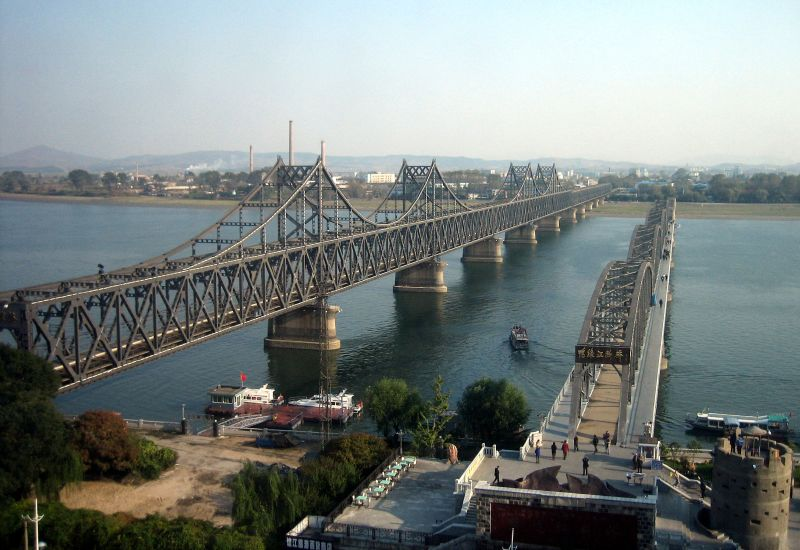
中国通过鸭绿江大桥把援朝物资送往北朝鲜

朝鮮民主主義人民共和國貧窮問題普遍被認為十分嚴重，但由於缺乏可靠的研究、該國普遍的審查與廣泛的媒體操縱而難以獲得可靠的統計數據佐證。曾在平壤生活过的瑞士商人费利斯·丹尼尔直言，朝鮮民主主義人民共和國最贫困的地方是咸镜北道。
朝鮮的貧困經常被西方媒體所報導，其中多數提到了20世紀90年代中期影響該國的朝鮮飢荒。2006年的一份報告顯示，朝鮮每年估計需要530萬噸穀物但估計僅收穫450萬噸糧食，因此依靠外國援助來克服赤字。
北韓的貧困可歸因於極權主義政權的國家治理不善。

## 图库

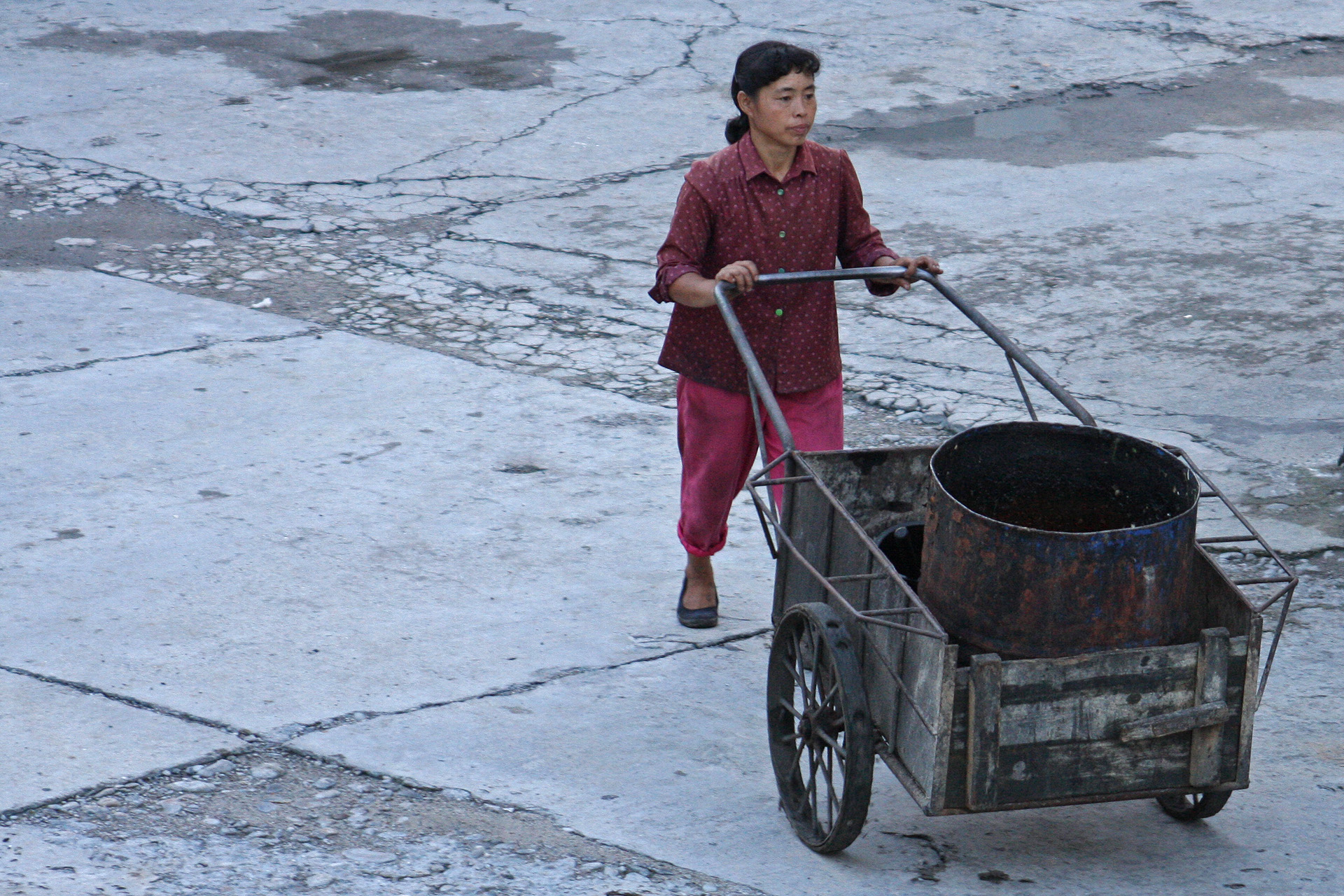
北韓郊區的婦女
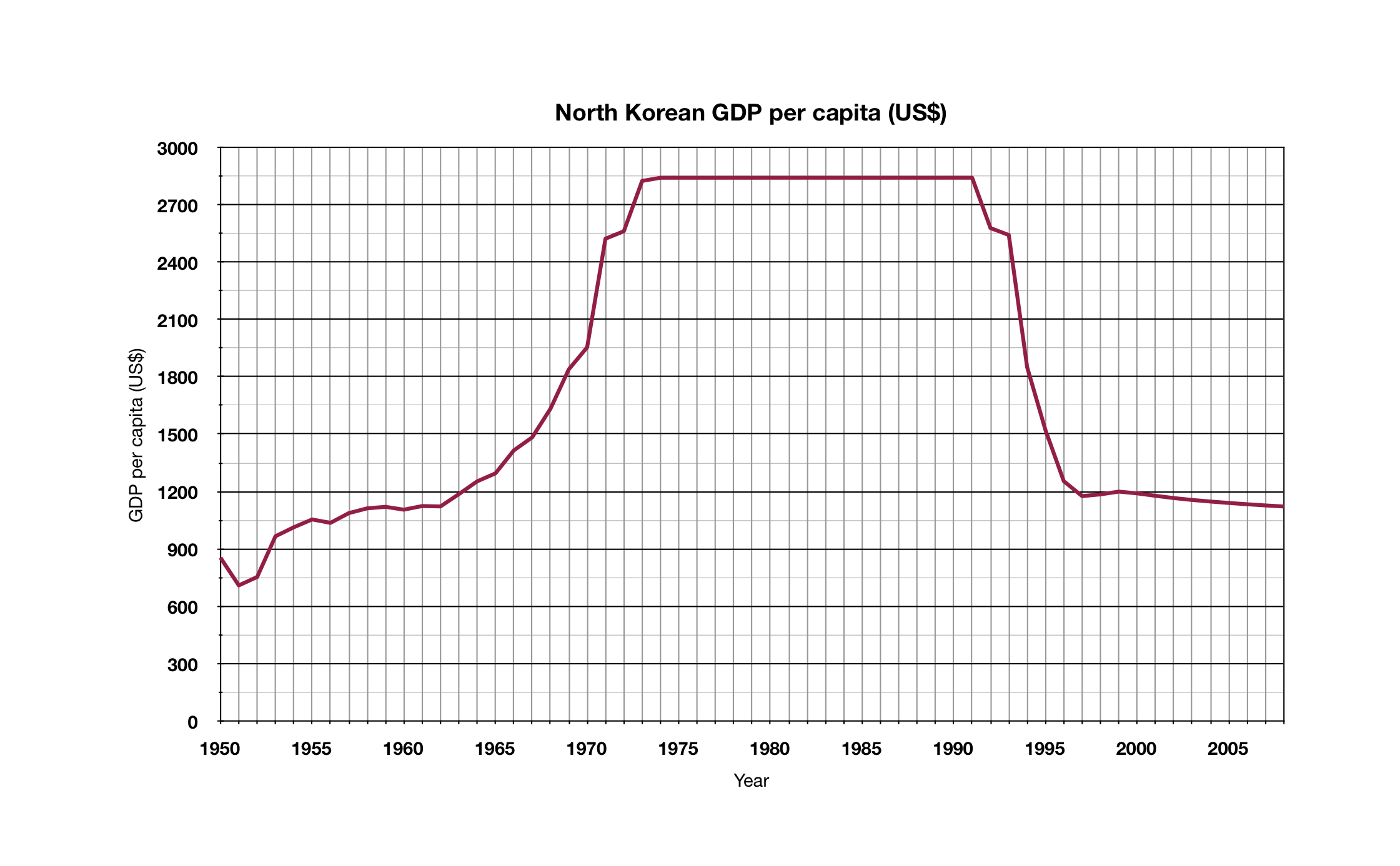
国内生产总值（1950年至2005年）
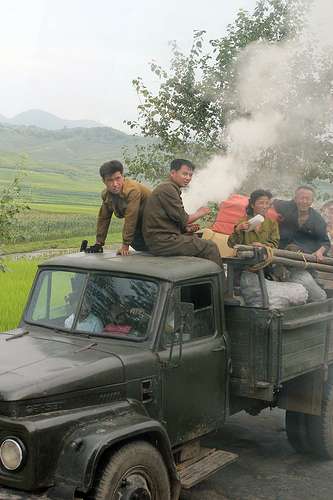
朝鲜居民的卡车
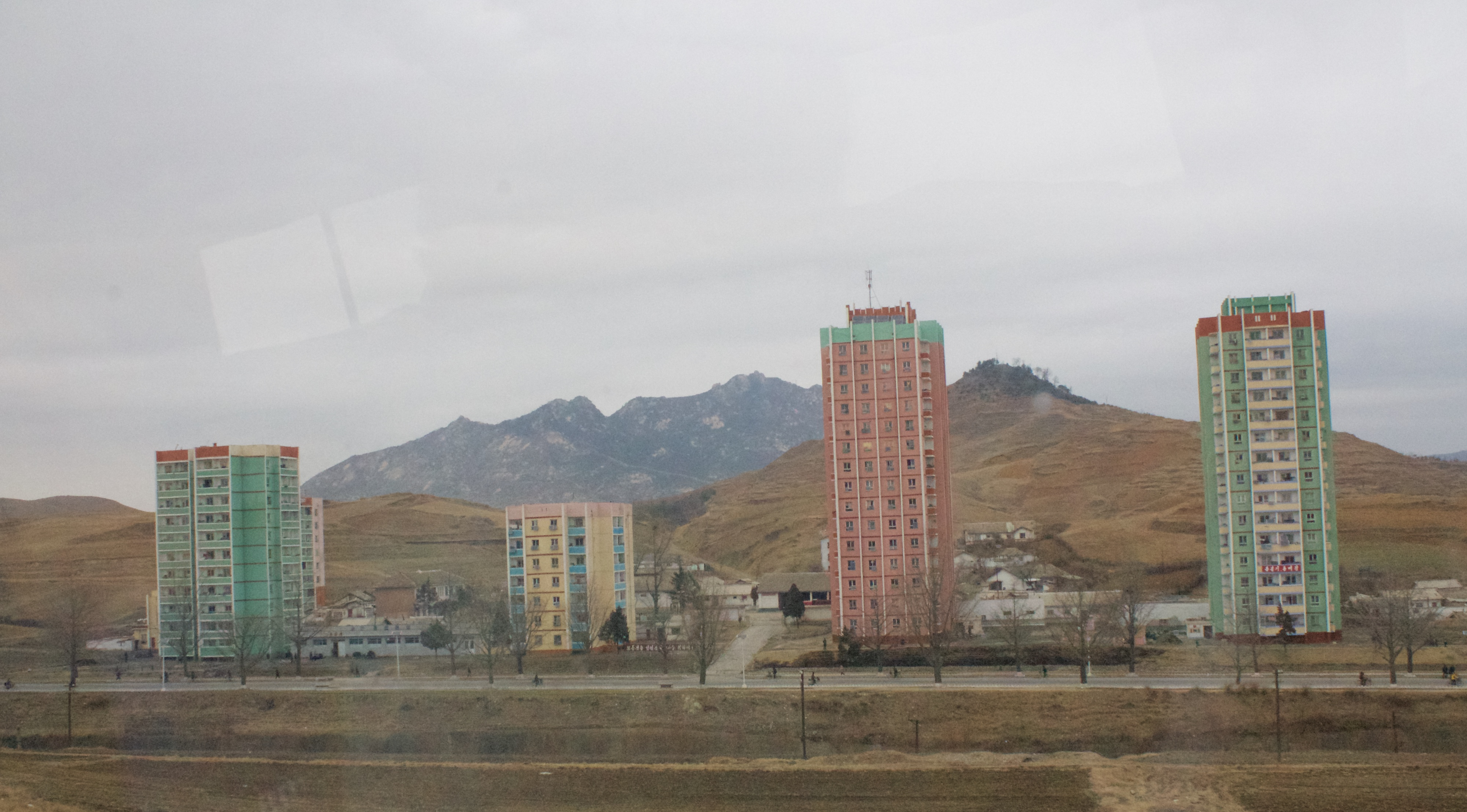
山坡旁的楼房